# 杰里·伊夫斯
杰里·李·伊夫斯（英語：Jerry Lee Eaves，1959年2月8日—），美国NBA联盟前职业篮球运动员。他在1982年的NBA选秀中第3轮第9顺位被犹他爵士选中。